# La guerra ha terminado
La guerra ha terminado (título original: La guerre est finie) es una película francesa dirigida por Alain Resnais estrenada en 1966. Interpretada en sus papeles principales por Yves Monand, Ingrid Thulin, Geneviève Bujold y Michel Piccoli el título se inspira en el documento con el que Francisco Franco declaró el 1 de abril de 1939 la finalización de la guerra civil española.
Obtuvo 4 nominaciones, destacando la obtenida por Jorge Semprún al Mejor Guion en los Premios Óscar, y 4 galardones entre los que se incluyen el Premio Méliès de la crítica francesa y el Premio Louis Delluc.

## Sinopsis
En 1965 Diego, un militante del Partido Comunista de España, vive exiliado en París. Pasa regularmente la frontera bajo identidades falsas, asegurando así la relación entre los militantes exiliados y los que han permanecido en España. De regreso de una misión difícil, Diego empieza a dudar del sentido de su acción y de los medios destinados a ella. Su confrontación con los jóvenes militantes de izquierda, que se convertirán en los protagonistas del Mayo del 68, es premonitoria de la evolución que van a experimentar las distintas formas de lucha. La inutilidad del esfuerzo y su progresiva decepción respecto a la ideología del Partido desalientan a Diego que, paulatinamente, va cayendo en el escepticismo.

## Reparto
- Yves Montand: Diego Mora
- Ingrid Thulin: Marianne
- Geneviève Bujold: Nadine Sallanches
- Jean Bouise: Ramon
- Paul Crauchet: Roberto
- Dominique Rozan: Jude
- Anouk Ferjac: Marie Jude
- Bernard Fresson: André Sarlat
- Yvette Etiévant: Yvette
- Michel Piccoli: inspector de aduanas
- Jean Dasté: responsable
- Gérard Séty: Bill
- Jacques Rispal: Manolo
- Annie Fraguo: Agnès
- Catherine De Seyne: Jeanine
- José-Maria Flotats: Miguel
- Jean-François Rémi: Juan
- Roland Monod: Antoine
- Marcel Cuvelier: inspector Chardin
- Gérard Lartigau: ninguno del grupo AR
- Marie Mergey: Sra. Lopez
- Françoise Bertin: Carmen
- Laurence Badie: Bernadette Pluvier
- Antoine Bourseiller: hombre del vagón restaurante
- Claire Duhamel: mujer del vagón restaurante
- Martine Vatel: estudiante
- Antoine Vitez: empleado de Air France
- Jacques Wallet: CRS
- Jorge Semprún: voz (no sale a los créditos)

## Producción
El guion, escrito por Jorge Semprún y por el que estuvo nominado a los Premios Óscar de su categoría en 1968, está marcado por su historia personal: su lucha clandestina dentro del Partido Comunista de España, y su abandono en 1964 de la dirección del partido por graves divergencias con el secretario general Santiago Carrillo. En su libro Autobiografía de Federico Sánchez Semprún retomó el tema de la película precisando: «Uno de los temas principales de la película es justamente la crítica de la orden de huelga general concebida como simple expediente ideológico, y más destinada a unificar religiosamente la conciencia de los militante que a actuar sobre la realidad».

## Comentario
Formalmente es considerada una de las más lineales de Resnais influido por su primera colaboración con Jorge Semprún. El director declaró: «Si se hubiera querido hacer una película sobre España, habría valido más hacer un documental o lanzar una campaña de prensa. Quiero decir que si el verdadero objetivo fuera este, refugiarse tras una ficción sería una cobardía. Lo que no significa que la ficción no tenga un papel. Cuando se ve el disgusto que esta película ha suscitado en el ministerio del Interior español (que ha exigido que la película sea retirada de la competición del Festival de Cannes de 1966), reconozco que estoy sorprendido. Normalmente habrían tenido que pasarlo por alto».
En julio de 1966, Jorge Semprún acudió al festival de Karlovy Vary celebrado en Checoslovaquia donde La guerra se ha acabado había sido seleccionada. A esas alturas la película ya había sido retirada de la selección en Cannes por las protestas del Gobierno de España. En Karlovy Vary sucede lo mismo: Podleniak, director del festival, incómodo con su papel represivo, anunció la retirada de la película de la selección oficial debido a las críticas de los miembros del Partido Comunista de España en el exilio pero indicó que sería proyectada fuera de competición, gozando de un inmenso éxito. Bajo el impulso de Milos Forman y de Antonin Liehm, los organizadores le otorgaron un premio especial.

## Premios y nominaciones

### Premios
1966
- Étoile de Cristal
- Premio Louis Delluc
- Premio Luis Buñuel de los periodistas españoles en Cannes
- Premio FIPRESCI
- Premio en el Festival Internacional de Cine de Karlovy Vary
- Premio Méliès

1967
- Premio a la mejor película en idioma extranjero en los New York Film Critics Circle Awards

### Nominaciones
1968
- Oscar al mejor guion adaptado